# Timbres de Saint-Pierre-et-Miquelon 2006
Cet article recense les timbres de Saint-Pierre-et-Miquelon émis en 2006 par La Poste.

## Généralités
À partir de janvier 2006, la mention du pays sur les timbres change : de « SPM », elle devient « SP&M Saint-Pierre & Miquelon ». L'appartenance de l'archipel à la France reste présente par les initiales « RF » (pour République française) et la mention « Postes » devient « LA POSTE » (mention modifiée sur les timbres de France métropolitaine depuis janvier 1989). La valeur faciale est libellée en euro (€).
Les timbres sont en usage dans cette collectivités d'outre-mer française.
Une commission philatélique choisit les thèmes des timbres dont son conseiller artistique, Marc Taraskoff depuis 2005, va surveiller la création en servant de lien entre les artistes locaux, ceux de métropole et l'Imprimerie des timbres-poste et valeurs fiduciaires à Périgueux.

### Tarifs

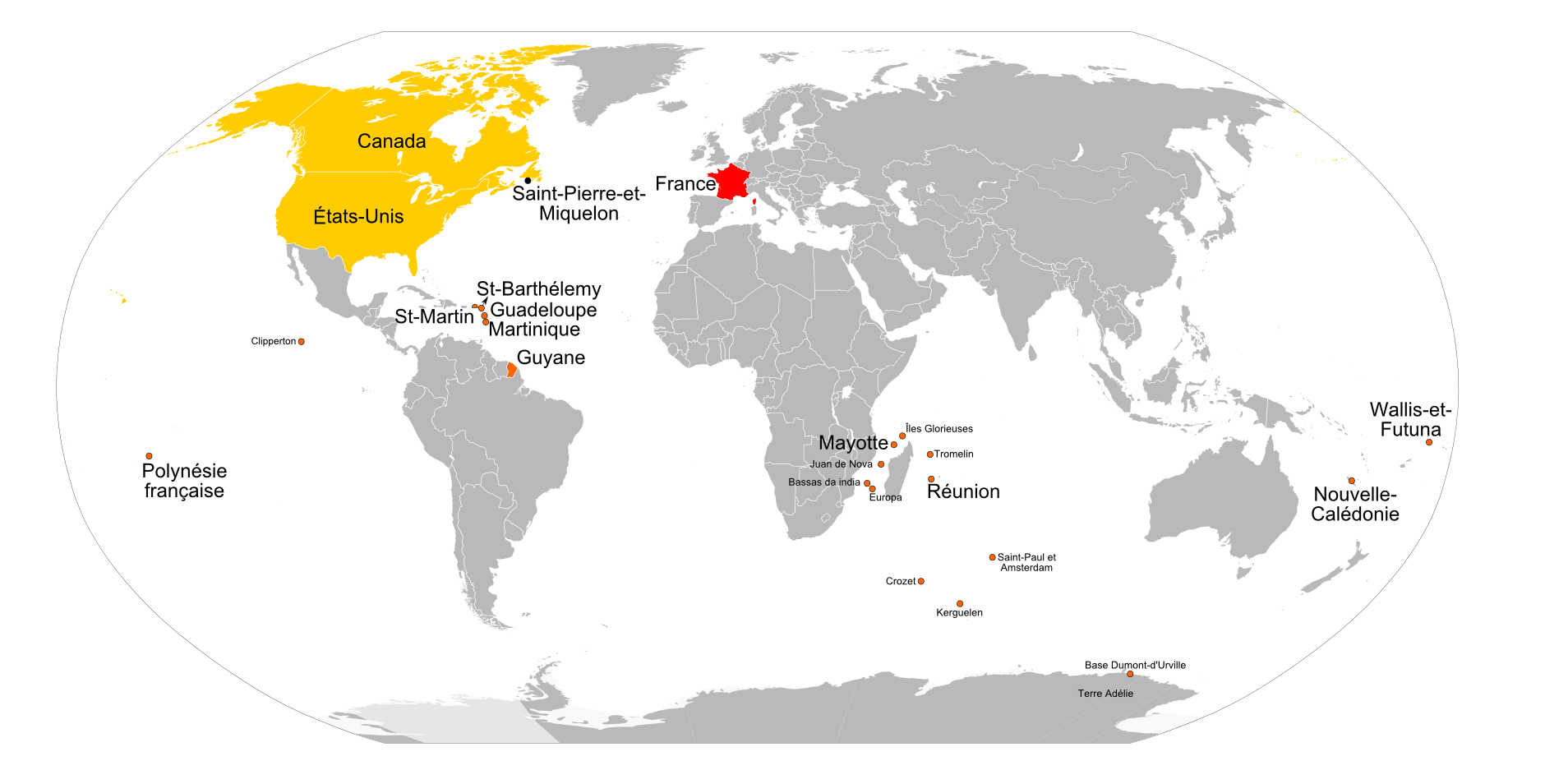
Les zones de tarifs :
-noir : régime intérieur ;
-rouge : France métropolitaine ;
-orange : France d'outre-mer ;
-jaune : zone 1 ;
-gris : zone 2.

Voici les affranchissements réalisables avec un timbre émis en 2006.
Les tarifs intérieurs à l'archipel sont ceux en vigueur depuis le 1er juin 2003. Les habitants bénéficient tous d'une boîte postale pour récupérer leur courrier.
- 0,30 € : lettre prioritaire de moins de 20 grammes.
- 0,53 € : lettre prioritaire de 50 à 100 grammes ou colis jusqu'à 100 grammes.

Les tarifs des courriers à destination de la France métropolitaine et de l'outre-mer français sont modifiés le 1er octobre 2006. Les tarifs vers les deux entités sont différents à cause de la surtaxe aérienne. Le courrier prioritaire voyage exclusivement par avion via le Canada, alors que le courrier économique vers la métropole peut employer le bateau. Voici les affranchissements réalisables au 1er octobre 2006 :
- 0,53 € puis 0,54 € : lettre prioritaire de moins de 20 grammes vers la métropole et l'outre-mer.

Les tarifs pour les envois à l'étranger sont ceux du 1er octobre 2006. Deux zones existent : la zone 1 vers le Canada et les États-Unis et la zone 2 pour le reste du monde qui, seule, bénéficie d'un tarif économique.
- 0,95 € : lettre prioritaire de moins de 20 grammes vers la zone 2.
- 2 € : lettre économique jusqu'à 100 grammes vers la zone 2.
- 4 € (diptyque) : lettre économique de 250 à 500 grammes vers la zone 2.
- 4 € : montant de la taxe de recommandation à ajouter au tarif prioritaire.

## Légende
Pour chaque timbre, le texte rapporte les informations suivantes :
- date d'émission, valeur faciale et description,
- formes de vente,
- artistes concepteurs et genèse du projet,
- manifestation premier jour,
- date de retrait, tirage et chiffres de vente,

ainsi que les informations utiles pour une émission donnée.

## Janvier

### Le poudrin de choquette
Le 25 janvier, est émis un timbre de 0,53 € sur le « poudrin de choquette », une expression locale. Le timbre représente un bosquet d'arbres enneigé. D'après Andrée Lebailly (citée sur le site internet spmtimbres.com), le « poudrin de choquettes » est une expression locale soit imagée pour un vent de neige capable de déplacer des boîtes de conserves (les choquettes) jetées dans les poubelles, soit pour désigner de manière exagérée des flocons de neige. Selon le Dictionnaire des régionalismes de Saint-Pierre et Miquelon, il s'agit de neige soufflée par le vent et réduisant la visibilité (poudrerie, chasse-neige élevée, blizzard),.
La photographie est signée Patrick Boez et le timbre de 5,15 × 4 cm est imprimé en offset en feuille de dix exemplaires.
Le cachet premier jour en date du 25 janvier montre un des villages de l'archipel sous la neige.
D'après un article du journal de Montréal La Presse, le tirage est de 140 000 exemplaires.

## Février

### La fête des marins
Le 8 février, est émis un timbre de 0,53 € sur la fête des marins. La photographie montre une rue animée pendant cette célébration.
La photographie est de Patrick Boez et le timbre de 30,5 × 51,5 mm est imprimé en offset en feuille de 25 unités.

## Mars

### Albert Pen 1935-2003
Le 1er mars, jour de son anniversaire, est émis un timbre de 0,53 € en hommage à Albert Pen, ancien sénateur de l'archipel. Le timbre est erroné puisqu'Albert Pen est né en 1931, et non 1935, d'après sa biographie sur le site du Sénat.
La peinture à la sanguine est de Patrick Derible, gravée par Pierre Albuisson, pour une impression en taille-douce. Le timbre de 2,6 × 4 cm est conditionné en feuille de 50 exemplaires.
Le cachet premier jour en date du 1er mars reprend le portrait du sénateur.

## Avril

### Le cachalot et le petit rorqual
Le 12 avril, sont émis deux timbres. Le premier de 0,53 € présente le petit rorqual (ou baleine de Minke) et le deuxième de 1,15 € représente des cachalots (Physeter macrocephalus).
Les dessins de Patrick Derible sont gravés par Claude Andréotto (0,53 €) et Claude Jumelet (1,15 €). Les timbres de 4,05 × 3 cm sont imprimés en taille-douce en feuille de 25 exemplaires.
Le cachet premier jour daté du 12 avril représente le profil des deux animaux marins.

## Juin

### Atmosphère
Le 7 juin, est émis un timbre de 0,30 € sur une atmosphère de l'archipel. La photographie montre, entre verdure basse et océan, trois maisons colorées.
L'illustration est signée Baptiste Vogenstahl. Le timbre de 3,6 × 2,2 cm est imprimé en offset en feuille de cinquante unités.

### Les grands migrateurs: le goéland arctique
Le 14 juin, est émis un timbre de 2,53 € illustré de trois spécimens de goéland arctique (de son nom scientifique, Larus glaucoides) : un profil de la tête, un en vol et un le bec dans l'eau.
Le timbre est dessiné par Jean-Jacques Oliviéro et gravé par Claude Andréotto. De format 4,8 × 2,7 cm, il est imprimé en taille-douce en feuille de vingt-cinq exemplaires.
Le cachet premier jour du 14 juin représente un goéland en plein vol, vu de dessous.

### L'Archipel au Sénat
Le 20 juin, est émis un timbre de 0,53 € dont l'illustration imagine le palais du Luxembourg, siège du Sénat à Paris, au bord de l'océan. Le timbre est émis à l'occasion d'une exposition Saint-Pierre-et-Miquelon et sa philatélie : des trésors à découvrir au palais du Luxembourg, organisée du 20 au 23 juin par le sénateur Denis Detcheverry, la directrice exécutive de la Poste outre-mer Nicole Carrel et le chef du service postal de l'archipel Philippe Guizot.
Le timbre est l'œuvre de l'illustrateur et conseiller artistique de la Commission philatélique de l'archipel Marc Taraskoff. De format 4,8 × 3,6 cm, le timbre imprimé en offset est conditionné en feuille de dix exemplaires.

## Juillet

### La prohibition
Le 19 juillet, est émis un timbre de 0,75 € illustrant une période historique de l'histoire de l'archipel : la prohibition de l'alcool aux États-Unis de 1920 à 1933. Le timbre semble montrer un bateau en bouteille, par le goulot de laquelle on distingue très nettement une scène de contrebande d'alcool.
Le timbre de 4,8 × 3,6 cm est conçu par Jean-Claude Girardin pour une impression en offset en feuille de dix.

### Le Petit-Barachois
Le 26 juillet, est émis un diptyque de deux timbres de 2 € chacun avec une vignette centrale. L'ensemble représente le paysage du lieu-dit du Petit-Barachois, sur l'île de Langlade.
L'émission est dessinée par Michel Borotra et gravée par Jean-Yves Beaujard pour une impression en taille-douce en feuille de cinq diptyques.
Au Salon philatélique d'automne de 2006 à Paris, cette émission reçoit le grand prix de l'Art philatélique des départements et territoires d'outre-mer.

## Août

### Centenaire du fronton
Le 23 août, est émis un timbre de 0,53 € pour le centenaire de la construction du fronton de pelote basque par l'association locale Zazpiak-Bat. L'événement coïncide avec la 25e fête basque.
Le timbre de 4,8 × 2,7 cm est créé par Patrick Boez et imprimé en offset en feuille de vingt-cinq.

## Septembre

### Orchidées
Le 6 septembre, est émis une bande de quatre timbres de 0,53 € sur des orchidées, de gauche à droite : spiranthe de Romanzoff, Arethusa, habénaire papillon et habénaire lacérée.
Les timbres de 2,2 × 3,6 cm sont dessinés par Daniel Abraham et gravés par Pierre Albuisson (spiranthe de Romanzoff), Claude Jumelet (habénaire lacérée) et Ève Luquet (Arthusa et habénaire papillon). Imprimés en taille-douce, ils sont conditionnés à raison de cinq bandes par feuille.

### La ferme Dugué
Le 20 septembre, est émis un timbre de 0,95 € sur la ferme Dugué, exploitation agricole et lieu-dit de l'archipel. Sont représentés les deux bâtiments de l'exploitation et un bovin qui broute.
Le timbre de 4,8 × 2,7 cm est dessiné par Jean Claireaux et gravé par Jacky Larrivière pour une impression en taille-douce en feuille de vingt-cinq.

## Octobre

### Penny Fair
Le 4 octobre, pour clore la série des Épaves entamée en 2000, est émis un timbre de 0,95 € sur le naufrage du Penny Fair.
Le timbre de 4,8 × 2,7 cm est dessiné par Jean Claireaux et gravé par Ève Luquet pour une impression en taille-douce.

## Novembre

### Les vedettes rapides de Saint-Pierre-et-Miquelon
Le 18 novembre, est émis un bloc de quatre timbres de 0,54 € représentant des vedettes rapides ayant été ou étant en service dans l'archipel. Il s'agit de l’Anahitra, de Saint-Eugène V, de la Maria Galanta et de l'Atlantic Jet, tous représentés en action.
Le bloc est conçu par Raphaële Goineau. Les timbres de 5,2 × 3,1 cm sont imprimés en offset.

## Décembre

### Noël
Le 6 décembre, est émis un timbre de Noël de 0,54 € représentant un aspect d'un sapin de Noël décoré par deux boule sur lesquelles se reflètent une île enneigée sur fond rouge et le Père Noël sur son traîneau sur la boule jaune.
Le timbre de 2,7 × 4,8 cm est dessiné par Isabelle Lafargue et imprimé en offset en feuille de vingt-cinq exemplaires.

### Sources
- Les informations fournies par La Poste à travers notamment son catalogue de vente par correspondance,
- la presse philatélique française, dont les pages nouveautés de Timbres magazine.